# Gustave Meurant

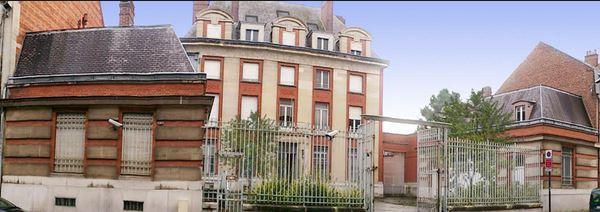
Hôtel de la Banque de France

Gustave (François Humbert) Meurant né le 30 novembre 1819 à Maroilles et mort le 19 août 1886 au Mont-Dore est un architecte Français.

## Biographie
Gustave Meurant est né en 1819 à Maroilles (Nord) de parents agriculteurs. Son grand père était maitre de carrière au village de Marbraix.
Après ses humanités au collège de Cambrai, il travaille un an chez l’architecte départemental de Baralle. En 1840, il est élève de Jean-Nicolas Huyot et Hyppolyte Lebas à l’école de Beaux-Arts de Paris.
Après son mariage avec Hermance Courtier, il est architecte à Cambrai durant 3 ans. Il est ensuite l’architecte de la ville et du lycée de Douai de 1848 à 1866. Contraint de démissionner, Il s’adonne exclusivement à l’architecture privée.
Il est membre fondateur de la société des architectes du Nord en 1868, initiative impulsée par Auguste Mourcou et Émile Vandenbergh. Il en a été le président pour l'année 1871-1872

## Réalisations
- 1852-1857 : Église Saint Léonard, Raches[2]
- 1869-1872 : École primaire de garçons, Maroilles[3]
- 1875 Une aile du tribunal, puis mairie et école primaire, Maroilles[4]
- 1881 : Banque centrale de la Sambre, Maubeuge
- Hôtel de la Banque de France, Douai
- Église Saint Martin de Mont-saint-Eloi
- Église Saint Martin de Preux-au-Sart
- Grands bureaux de la Compagnie des Mines de Dourges

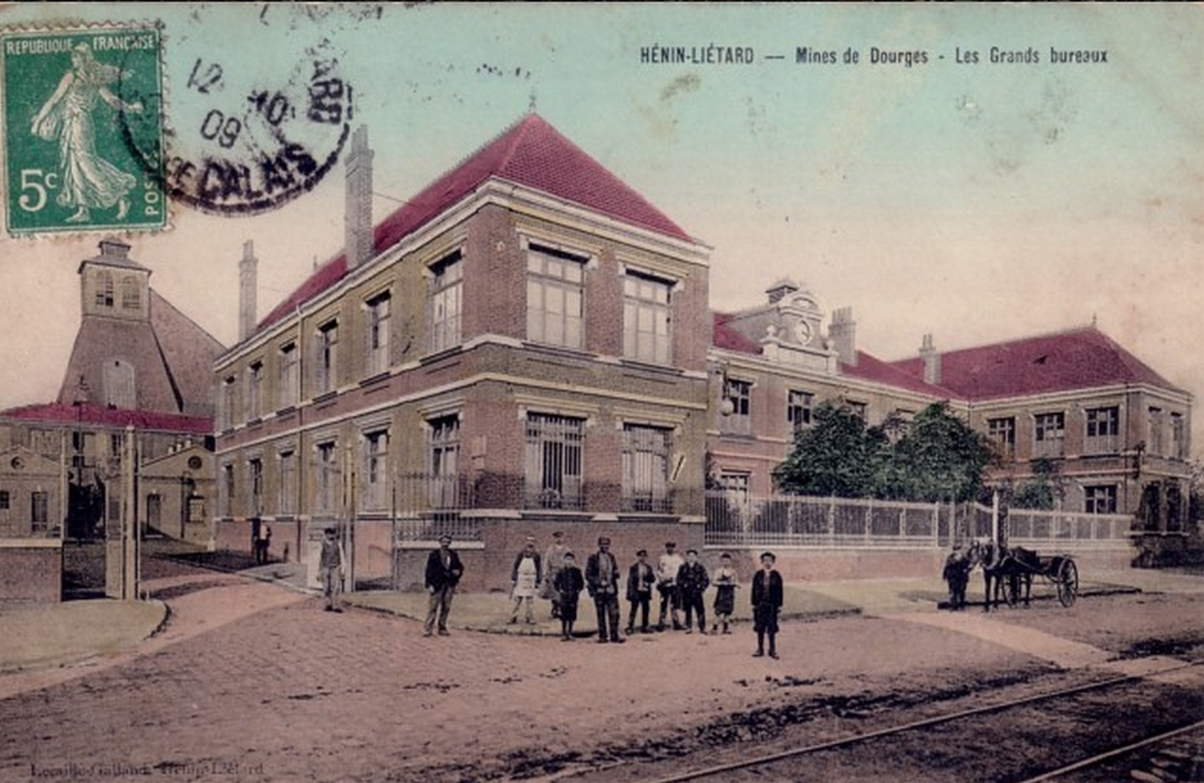